# Bundesverband eigenständiger Rettungsdienste und Katastrophenschutz

Der Star of Life dient dem Verband als Markenzeichen.

Der Bundesverband eigenständiger Rettungsdienste und Katastrophenschutz e. V. (kurz BKS) ist ein Dachverband für private Rettungsdienste in Deutschland. Er wurde 1985 unter dem Namen Bundesverband eigenständiger Krankentransport- und Sanitätshilfsdienste e. V. gegründet.
Als Verbandszeichen führt der Verein den BKS-Stern, auch bekannt als Star of Life, einen sechsstrahligen blauen Stern, in dessen Mitte der Aeskulapstab zu sehen ist. Der BKS-Stern ist in der Bundesrepublik Deutschland ein geschütztes Waren- und Markenzeichen der privaten Rettungsdienste. Am 2. Dezember 2020 wurde durch den Deutschen Berufsverband Rettungsdienst e. V. beim Deutschen Patent- und Markenamt ein Antrag auf „Nichtigkeit wegen absoluter Schutzhindernisse“ gemäß § 50 Markengesetz (MarkenG) eingereicht. Dieser Antrag wurde am 31. Dezember 2020 im Markenblatt Nr. 53/2020 im Abschnitt 5a veröffentlicht. Das Verfahren ist noch nicht abgeschlossen.